# Райсальский креольский язык
Райсальский[неизвестный термин] креольский язык (англ. San Andrés-Providencia Creole, Islander Creole English; исп. Criollo sanandresano) — креольский язык на английской основе, основной язык райсальцев[неизвестный термин], распространённый на островах Сан-Андрес и Провиденсия (Колумбия) напротив Никарагуа. Общая численность райсальцев оценивается в 30 тысяч человек, однако сколько из них владеет языком — точно неизвестно.
Фактически является наречием западнокарибского креольского языка (Southwestern Caribbean Creole English) наряду с близкородственными белизским, москитовобережным[неизвестный термин](никарагуанским) и ямайским наречиями (см. Чёрный английский).
Лексика языка в основном восходит к английскому, но многие фонетические и грамматические особенности объясняются влиянием испанского и африканских языков, на которых говорили привезённые из Западной Африки рабы. Среди последних особенно выделяются языки чви, эве и игбо.
Райсальский креольский язык является одним из трёх официальных языков департамента Сан-Андрес-и-Провиденсия согласно колумбийской конституции 1991 года, которая гарантирует права и защиту для всех языков страны.

## Лингвистическая характеристика
1. Прошедшее время обозначается частицей wen (~ben~men).
2. Будущее время обозначается частицами wi и wuda.
3. Частицы beg и mek перед предложением используются для придачи вежливости просьбе или вопросу.
4. Разные виды вероятности и возможности обозначаются частицами maita / mos / mosi и kyan / kuda.
5. Обязательность передаётся частицами fi, hafi и shuda.
6. Желательность обозначается частицами niid и waan.
7. Нет грамматического рода.
8. Множественное число обозначается суффиксом dem.